# Team Banque populaire
Pour les articles homonymes, voir Banque populaire (homonymie).
Team Banque populaire est le nom d'une équipe française de course au large à la voile. Elle participe depuis 1989 aux grandes courses nautiques, sponsorisée par l'ex-groupe Banque populaire, devenu une marque du groupe BPCE en 2009. Douze voiliers lui ont appartenu et ont porté ses couleurs entre 1994 et 2024.

## Historique
Alain Giron, cadre dirigeant du groupe BPCE, est depuis 2004 le gérant de la société Bateau Banque populaire.
Team Banque populaire a été l'une des premières équipes de course au large à l'organisation inspirée par celle des écuries de Formule 1. Le directeur d’équipe est Ronan Lucas de 2004 à mars 2025, il cède ensuite sa place à Erwan Steff. Sébastien Josse, co-skipper d’Armel Le Cléac'h depuis mars 2022, devient directeur sportif en 2025.
L'équipe détient le Trophée Jules-Verne avec le trimaran Maxi Banque Populaire V entre 2012 et 2017, ainsi que la victoire de la Route du Rhum 2014 avec le trimaran Banque populaire VII.

## Voiliers
Team Banque populaire s'est affiché avec les voiliers suivants.

### Multicoques

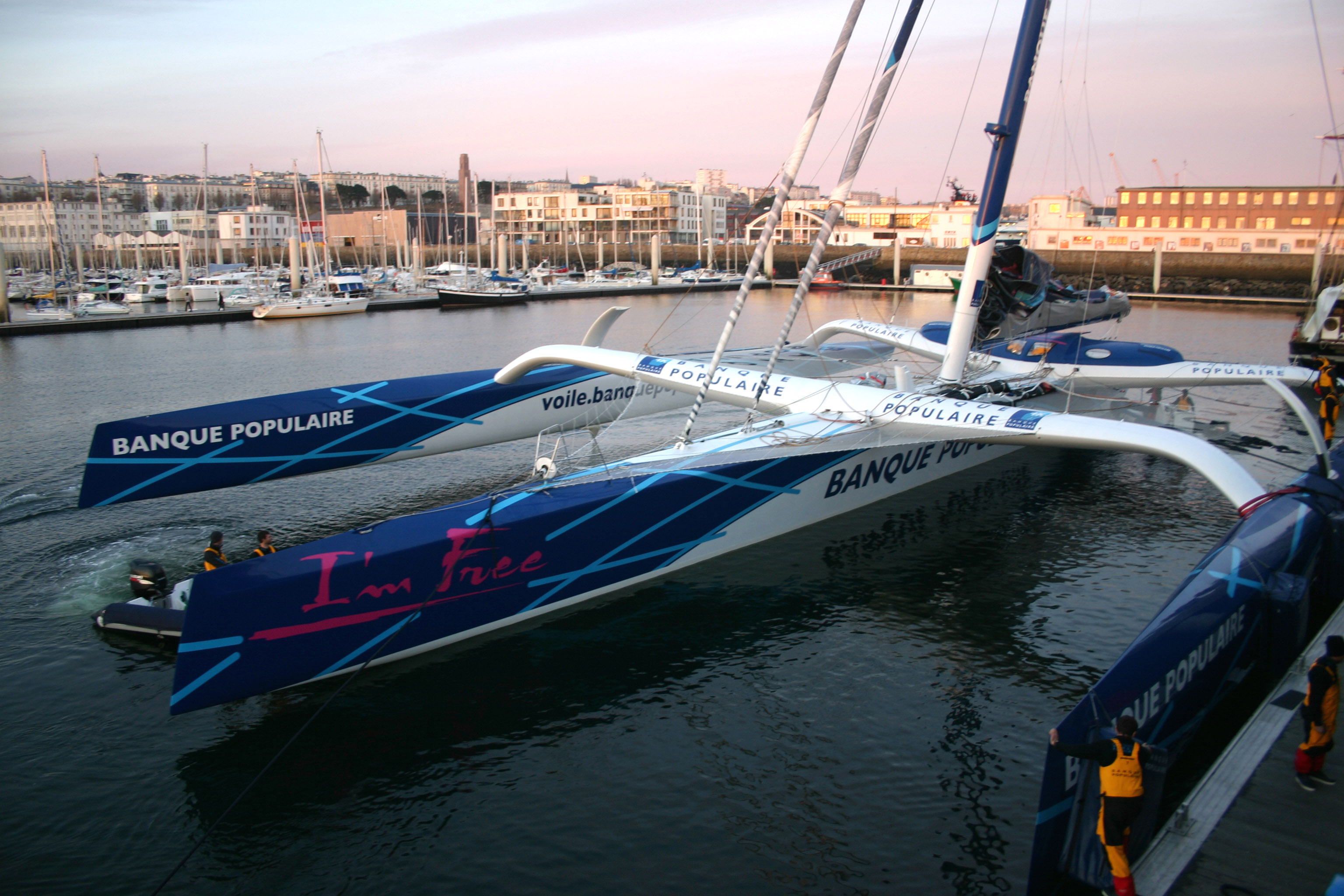
Trimaran Maxi Banque Populaire V.

- 1994-2000 : Trimaran Banque populaire I : trimaran de 60 pieds (18 m) dessiné par Nigel Irens et lancé en 1994. Il est skippé par Francis Joyon de 1994 à 1998 puis par Lalou Roucayrol de 1998 à 2000.
- 2000 : Trimaran Banque populaire II : trimaran de 60 pieds dessiné par Marc Lombard et lancé en 2000. Il est skippé par Lalou Roucayrol, et perdu lors de la Transat anglaise 2000.
- 2001-2004 : Trimaran Banque populaire III : trimaran de 60 pieds dessiné par Marc Lombard et lancé en 2001. Il est skippé par Lalou Roucayrol puis par Pascal Bidégorry.
- 2005-2007 : Trimaran Banque populaire IV : trimaran de 60 pieds dessiné par Nigel Irens et lancé en 2002. Il est skippé par Pascal Bidégorry.
- 2008-2012 : Maxi Banque populaire V : maxi trimaran (40 m) dessiné par VPLP et lancé en 2008, c'est le plus grand trimaran de course jamais construit[6]. Il est skippé par Pascal Bidégorry de 2008 à 2011 puis par Loïck Peyron de juin 2011 à début 2013.
- 2013-2015 : Maxi Solo Banque populaire VII : maxi trimaran (31,5 m) dessiné par VPLP et lancé en 2006. Il sera skippé par Armel Le Cléac'h puis par Loïck Peyron.
- 2017-2018 : Maxi Banque populaire IX : maxi trimaran (32 m) dessiné par VPLP, skippé par Armel Le Cléac'h.
- Depuis 2020 : Maxi Banque populaire XI : maxi trimaran (32 m), skippé par Armel Le Cléac'h.

### Monocoques

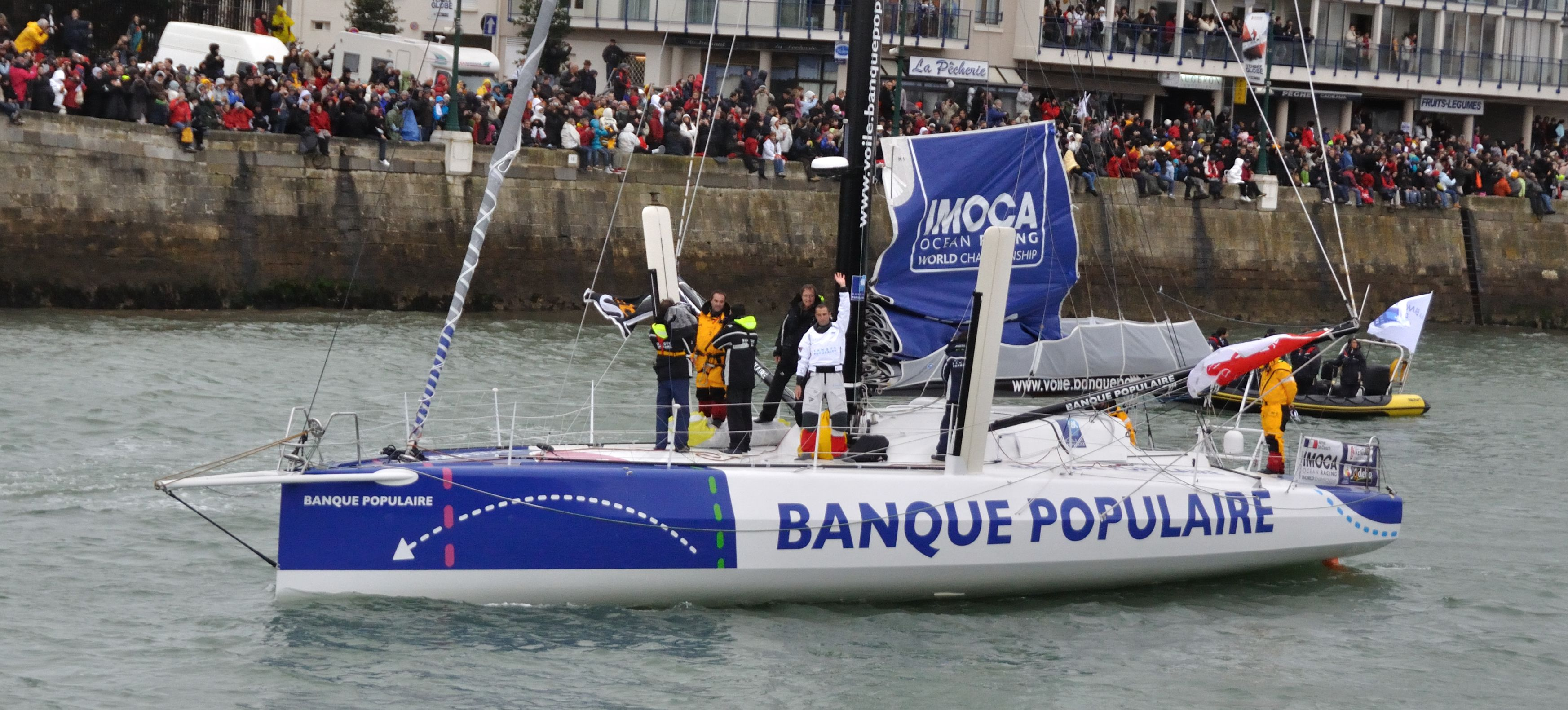
BP au départ du Vendée Globe 2012-2013.

- 2004-2013 : Figaro Banque Populaire : monotype Figaro 2, skippé par Jeanne Grégoire.
- 2011-2013: Mono 60' Banque Populaire : monocoque 60 pieds IMOCA (18 m) dessiné par VPLP et Guillaume Verdier et lancé en 2010, skippé par Armel Le Cléac'h.
- 2015-2016 : Banque populaire VIII : monocoque IMOCA, dessiné par Guillaume Verdier et VPLP et lancé en 2015, skippé par Armel Le Cléac'h.
- Depuis 2019-2020 : Banque populaire X : monocoque IMOCA, skippé par Clarisse Crémer.
- Déc 2022-mars 2023 : Banque populaire XII[7], monocoque IMOCA. Cet Imoca racheté à Apivia devait être skippé par Clarisse Crémer. Le 2 février 2023, le Team Banque populaire met un terme à sa collaboration avec la navigatrice, avançant qu'elle ne pourrait pas obtenir le nombre de points nécessaires pour se qualifier pour le Vendée Globe en raison de sa maternité[8],[9]. Le 17 février 2023, Banque Populaire déclare se retirer du Vendée Globe 2024-2025[10].

## Skippers
- 1994-1998 : Francis Joyon
- 1998-2004 : Lalou Roucayrol, associé en double avec Yves Parlier puis Pascal Bidégorry
- 2004-2011 : Pascal Bidégorry, associé en double avec Lionel Lemonchois
- 2004-2013 : Jeanne Grégoire
- 2011-2012 et 2014 : Loïck Peyron
- depuis 2011 : Armel Le Cléac'h, associé en double avec Christopher Pratt puis avec Kevin Escoffier en 2021 et Sébastien Josse en 2023
- 2019-2023 : Clarisse Crémer
- 2022 : Nicolas Lunven, en remplacement de Clarisse Crémer durant son congé maternité
- depuis 2023 : Corentin Horeau, sur la Solitaire du Figaro 2023
- depuis 2025 : Loïs Berrehar, en préparation du Vendée Globe 2028-2029[11]